# St. Gallen (kanton)
St. Gallen (nesprávný, avšak v češtině rozšířený plný tvar Sankt Gallen, švýcarskou němčinou Sanggale, francouzsky Saint-Gall, italsky San Gallo, rétorománsky Sogn Gagl, doslovný český a zastaralý název je Svatý Havel) je kanton na severovýchodě Švýcarska, pojmenovaný po svém hlavním městě, St. Gallenu.

## Znak

Znak kantonu St. Gallen

Podoba znaku kantonu je definována takto: „V zeleném stříbrný svazek prutů (fasces) propletený zeleným pruhem křížem, s pěti viditelnými pruty a průběžnou stříbrnou doprava obrácenou sekerou s trnem na hřbetě.“
Kantonální znak vychází ze znaku města St. Gallen. Ve znaku města je v zelené barvě zobrazen stříbrný svazek prutů se sekerou (latinsky nazývaný také liktorský svazek nebo fasces). Původ tohoto svazku lze nalézt v Římské říši. Liktoři nesli před vysokými úředníky svazek prutů se sekerou. Svazek byl považován za symbol soudní moci. Zelená barva se objevuje také ve znacích kantonů Thurgau a Vaud, které byly rovněž založeny v roce 1803.
V roce 2011 byla podoba znaku upravena. Byl odstraněn trn sekery, světle zelená barva byla změněna na tmavě zelenou a tvar erbu byl více zašpičatěn směrem dolů. Z tohoto důvodu je výše uvedené blasonování částečně správné.
Revolucionáři ve Francii přijali tyto symboly – Helvétská republika přijala nejen trikolóru, ale také fasces. Pro odlišení od francouzské Marianne si Švýcarsko vybralo svou Helvetii. Poté, co Napoleon Bonaparte založil kanton St. Gallen, byl přijat fasces, který ukazuje okolnosti, za nichž byl kanton založen. Svazek prutů St. Gallenu má osm prutů (z toho pět viditelných) pro osm bývalých okrsků kantonu v době jeho založení.

## Geografie

Vrchol Säntisu

Kanton St. Gallen, ležící na severovýchodě Švýcarska, sousedí na jihu s kantony Graubünden, Glarus a Schwyz, na západě a severu s kantony Curych, Thurgau a Bodamským jezerem. Na východě je ohraničen tokem Rýna, který tvoří hranici s rakouskou spolkovou zemí Vorarlbersko a Lichtenštejnským knížectvím. Prostřednictvím Bodamského jezera sousedí kanton nepřímo s německými okresy Konstanz, Bodenseekreis a Lindau. Kanton St. Gallen také zcela obklopuje kantony Appenzell Innerrhoden a Appenzell Ausserrhoden.
Nejvyšší horou kantonu je Ringelspitz (3247 m n. m.), ale známější je Säntis (2502 m n. m.), nacházející se na trojmezí s kantony Appenzell Innerrhoden a Appenzell Ausserrhoden. Nejnižším bodem je hladina Bodamského jezera ve výšce 396 metrů nad mořem. Největšími jezery v kantonu jsou Bodamské, Curyšské jezero a jezero Walensee, všechna se však nachází v kantonu St. Gallen pouze částečně. Největším jezerem výhradně na území kantonu je proto přehrada Gigerwaldsee.
Nejvýznamnějšími řekami jsou Rýn, Thur, Linth, Sitter a Seez. Povrch se liší, nížiny podél Rýna a Bodamského jezera přechází v hornaté oblasti na jihu. V kantonu St. Gallen je necelá polovina plochy (48 %) využívána pro zemědělství. Dalších 31 % území pokrývají lesy. Pouze devět procent území tvoří zastavěná plocha, zbylých 13 procent území tvoří hornaté oblasti a vodní plochy.

## Historie

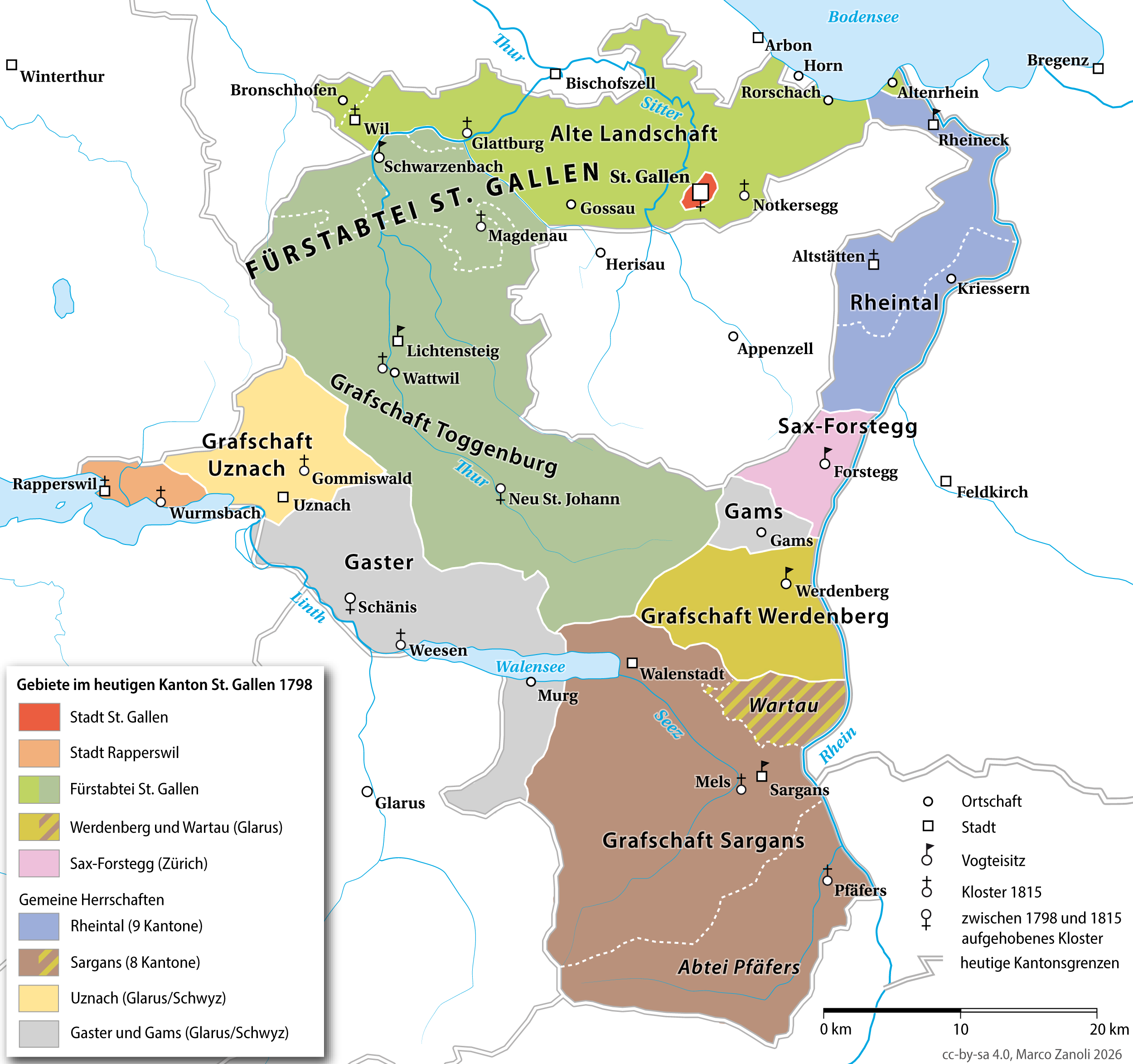
Jednotlivá historická území moderního kantonu St. Gallen

Kanton St. Gallen vznikl roku 1803, jakožto umělý útvar, složený z celé řady nevelkých historických území, jenž byl vymezen Napoleonem Bonapartem v Mediačních aktech, přičemž přibližně polovina území moderního kantonu byla původně součástí opatství St. Gallen.
Od konce 12. století se město St. Gallen stále více snažilo o nezávislost na opatství. V roce 1180 byl do města dosazen císařský rychtář, který nepodléhal opatovi. Město získalo nezávislost na opatství roku 1405 a ve stejnou dobu ztratilo opatství kontrolu nad Appenzellem. Naopak toku 1468 byl k opatství připojen Toggenburg.
Před francouzskou invazí, uskutečněnou roku 1798, existovaly na území moderního kantonu následující celky:
- Fürstenland, do roku 1798 jádro území Knížecího opatství St. Gallen
- Hrabství Toggenburg, ovládané do roku 1798 knížaty-opaty ze St. Gallenu
- Hrabství Sargans, spravované do roku 1798 jako společné panství Konfederace
- Fojtství Windegg (Gaster) s Gams, do roku 1798 společné panství konfederace
- Fojtství Rýnské údolí, do roku 1798 společné panství Konfederace
- Hrabství Uznach, do roku 1798 společné panství Konfederace
- Hrabství Werdenberg, do roku 1798 exkláva kantonu Glarus
- Panství Sax-Forstegg, do roku 1798 exkláva kantonu Curych
- Panství Rapperswil, spravované do roku 1798 jako společné panství Konfederace
- Město St. Gallen, existující do roku 1798 jako svobodné říšské město a městská republika

V období Helvétské republiky se severní části moderního kantonu, spolu s Appenzellem staly novým kantonem Säntis, zatímco jižní části se, spolu s Glarusem a severovýchodní částí Schwyzu staly novým kantonem Linth.
Oba nové kantony se však dostaly do okamžitých finančních problémů a byly nuceny zavést množství nepopulárních daní a nařízení. Opatství bylo sekularizováno 17. září 1798 a jeho vládce, kníže-opat Pankraz Vorster uprchl do Vídně. Nepopulární zákony a zrušení opatství následně vyvolaly neklid v oblasti. Když vypukla válka druhé koalice, vpochodovala na východ Švýcarska rakouská armáda a navrátila k moci knížete opata. Nicméně toto jeho vítězszví bylo krátkodobé. Rakouská a ruská armáda byla poražena u Curychu, francouzská armáda se vrátila do St. Gallenu a knížete-opata opětovně vyhnala.
Roku 1803 byly kantony Linth a Säntis zrušeny, vznikl nový kanton St. Gallen a zbytek území obou zrušených kantonů byl podle původních hranic přerozdělen mezi staré kantony Schwyz, Glarus, Appenzell Ausserrhoden a Appenzell Innerrhoden, přičemž Glarus a Schwyz přišly o obě zdejší někdejší exklávy. Nově vzniklý kanton St. Gallen vstoupil do Švýcarské konfederace téhož roku jako rovnoprávný člen spolu s dalšími novými kantony Thurgau, Vaud, Aargau, Graubünden a Ticino.
Nový kanton přijal své první kantonální ústavy v letech 1803 a 1814 a dokázal se v postnapoleonském období prosadit jednak proti územním nárokům bývalého knížete-opata Pankraze Vorstera, jednak proti separatistickým regionům.
V ústavě z roku 1814 byly vzhledem ke konfesní heterogenitě kantonu záležitosti jako církevní, sňatkové a školské svěřeny nikoli státu, ale katolickým a reformovaným skupinám obyvatelstva, tzv. kantonálním částem, takže vedle všeobecné zákonodárné Velké rady (dnes kantonální rada) byla zavedena také katolická a reformovaná Velká rada.
V roce 1831 byla zavedena zastupitelsko-demokratická ústava, která díky „lidovému vetu“ již měla první rysy přímé demokracie a nahradila předchozí oligarchický režim. V roce 1861 převzal stát po ostrých sporech školský systém, který byl dříve řízen církví. Silný vliv církve a náboženství v kantonu však formovaly St. Gallen i ve 20. století. V roce 1875 bylo „lidové veto“ nahrazeno fakultativním referendem (právo lidu vznášet námitky proti zákonům).
V ústavě z roku 1890 byla práva lidu modernizována zavedením lidové iniciativy (právo lidu navrhovat zákony), usnadněním referenda a lidovou volbou vlády. Tento základní zákon platil s mnoha změnami až do přijetí dosud platné ústavy z roku 2001, která především shrnula četné ústavní novinky uplynulých sta let a dokončila reorganizaci kantonu.
V roce 1972 bylo v St. Gallenu zavedeno volební právo žen na kantonální i komunální úrovni.

## Obyvatelstvo

### Demografie
K 31. prosinci 2021 žilo v kantonu St. Gallen 519 245 obyvatel. Hustota zalidnění 256 obyvatel na kilometr čtvereční je nad švýcarským průměrem (212 obyvatel na kilometr čtvereční). Podíl cizinců (obyvatel přihlášených k trvalému pobytu, avšak bez švýcarského občanství) činil k 31. prosinci 2019 24,4 %, zatímco na celostátní úrovni bylo registrováno 25,3 % cizinců. K 30. červnu 2021 činila míra nezaměstnanosti 2,3 %, na federální úrovni pak 2,8 %. K 30. červnu 2021 činila míra nezaměstnanosti 2,3 %, zatímco na celostátní úrovni 2,8 %.
| Vývoj počtu obyvatel | Vývoj počtu obyvatel | Vývoj počtu obyvatel | Vývoj počtu obyvatel | Vývoj počtu obyvatel | Vývoj počtu obyvatel | Vývoj počtu obyvatel | Vývoj počtu obyvatel | Vývoj počtu obyvatel | Vývoj počtu obyvatel | Vývoj počtu obyvatel | Vývoj počtu obyvatel | Vývoj počtu obyvatel | Vývoj počtu obyvatel | Vývoj počtu obyvatel | Vývoj počtu obyvatel | Vývoj počtu obyvatel | Vývoj počtu obyvatel | Vývoj počtu obyvatel | Vývoj počtu obyvatel |
| -------------------- | -------------------- | -------------------- | -------------------- | -------------------- | -------------------- | -------------------- | -------------------- | -------------------- | -------------------- | -------------------- | -------------------- | -------------------- | -------------------- | -------------------- | -------------------- | -------------------- | -------------------- | -------------------- | -------------------- |
| Rok                  | 1850                 | 1860                 | 1870                 | 1880                 | 1888                 | 1900                 | 1910                 | 1920                 | 1930                 | 1941                 | 1950                 | 1960                 | 1970                 | 1980                 | 1990                 | 2000                 | 2010                 | 2015                 | 2018                 |
| Počet obyvatel       | 169 625              | 180 411              | 190 674              | 209 719              | 228 174              | 250 285              | 302 896              | 295 543              | 286 362              | 286 201              | 309 106              | 339 489              | 384 475              | 391 995              | 427 501              | 452 837              | 478 907              | 499 065              | 507 697              |

### Jazyky
Úředním jazykem v kantonu St. Gallen je němčina, hovorovým jazykem pak švýcarská němčina.
V roce 2019 uvedlo 87,7 % obyvatel jako svůj hlavní jazyk němčinu, 3,5 % italštinu a 1,3 % francouzštinu. Angličtinu jako hlavní jazyk uvedlo 4,1 % obyvatel.
Vzhledem k různorodému složení kantonu, které je důsledkem mediačního zákona z roku 1803, patří nářečí, jimiž se v kantonu St. Gallen mluví, do různých skupin. Dialekty, kterými se mluví ve Fürstenlandu, v hlavním městě kantonu, v údolí Rýna, na Werdenbergu a v Toggenburgu, jsou součástí východošvýcarského dialektu. Pro nářečí na jihu kantonu je charakteristické střetávání a překrývání dialektů různého původu: na jedné straně západní a středošvýcarské, na druhé straně východní skupiny z oblasti Sarganserland a údolí Rýna. Naproti tomu dialekt, kterým se mluví v Rapperswil-Jona, je prakticky totožný s curyšskou němčinou.
Až do středověku se v jižních oblastech kantonu St. Gallen mluvilo rétorománsky. Proto je mnoho zeměpisných názvů (vesnic, polí, hor, vodních ploch) v tomto regionu románského původu.

### Náboženství

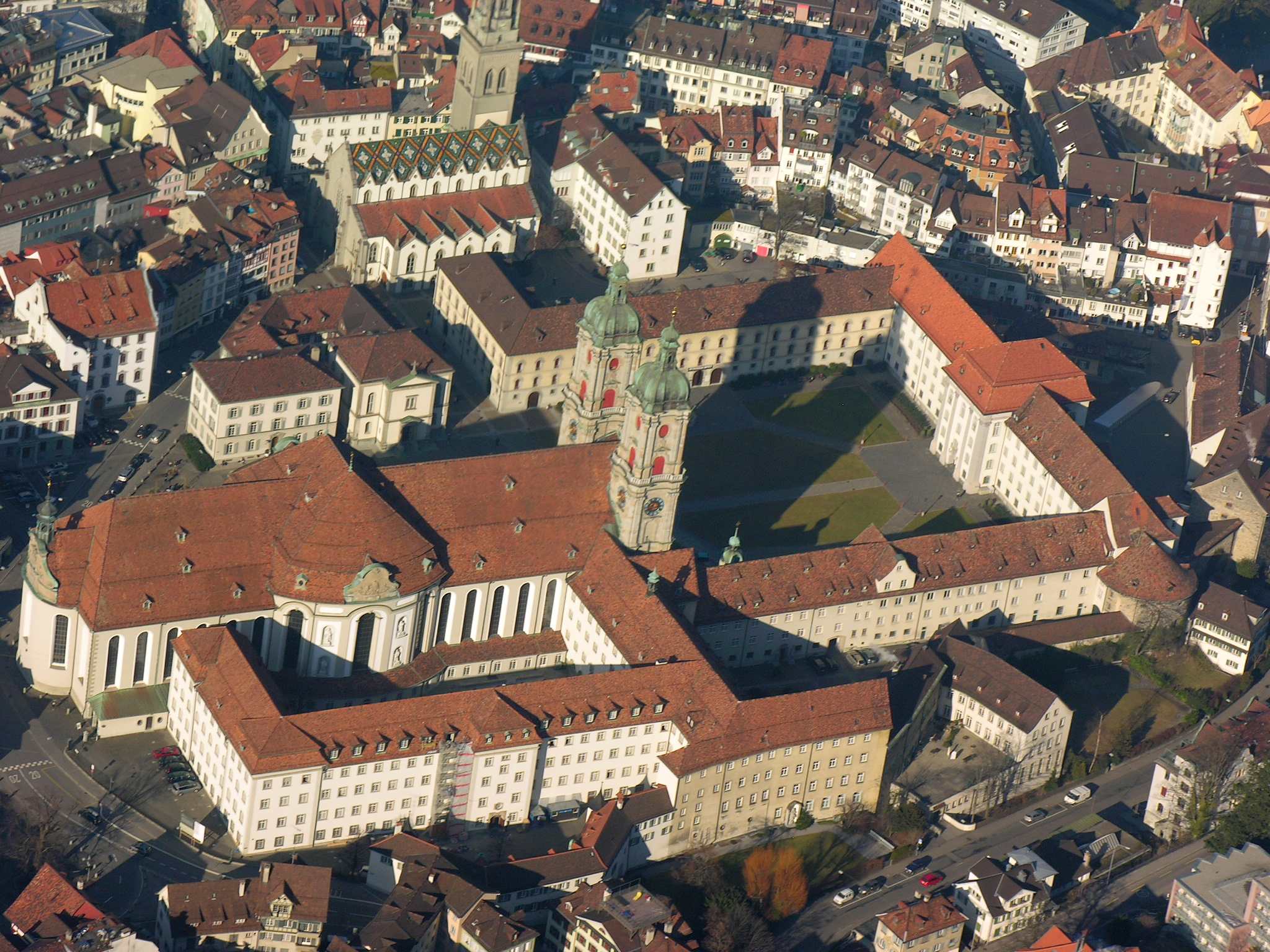
Letecký pohled na opatství v St. Gallenu

Protože kanton St. Gallen vznikl teprve v roce 1803 z různých území, je konfesně velmi různorodý. Severní oblasti (kdysi majetek knížete-opata ze St. Gallenu) jsou čistě katolické, ale s výjimkou tradičně reformovaného města St. Gallen (kdysi samostatné říšské město), stejně jako jižní části kantonu (kdysi poddanská území středního Švýcarska), včetně Sarganserlandu. Oblast Toggenburg na západě je smíšená, ale převážně reformovaná, zatímco údolí Rýna na východě je také smíšené, ale převážně katolické (s výjimkou reformovaných bývalých poddanských území Curychu a Glarusu, Saxů a Werdenbergů).
V současné době jsou veřejnoprávně uznávány katolická církev kantonu St. Gallen, evangelická reformovaná církev kantonu St. Gallen, křesťanská katolická církev a židovská komunita kantonu St. Gallen.
V roce 2019 se 42,0 % všech obyvatel kantonu hlásilo k římskokatolické církvi, 19,3 % k evangelické reformované církvi a 22,0 % k bez vyznání. Při sčítání lidu v roce 2000 se 52 % obyvatel kantonu hlásilo k římskokatolické církvi, 26 % k evangelické reformované církvi, 10 % k jiným křesťanským církvím, 6 % k muslimské církvi a 6 % k bez vyznání.

## Politika

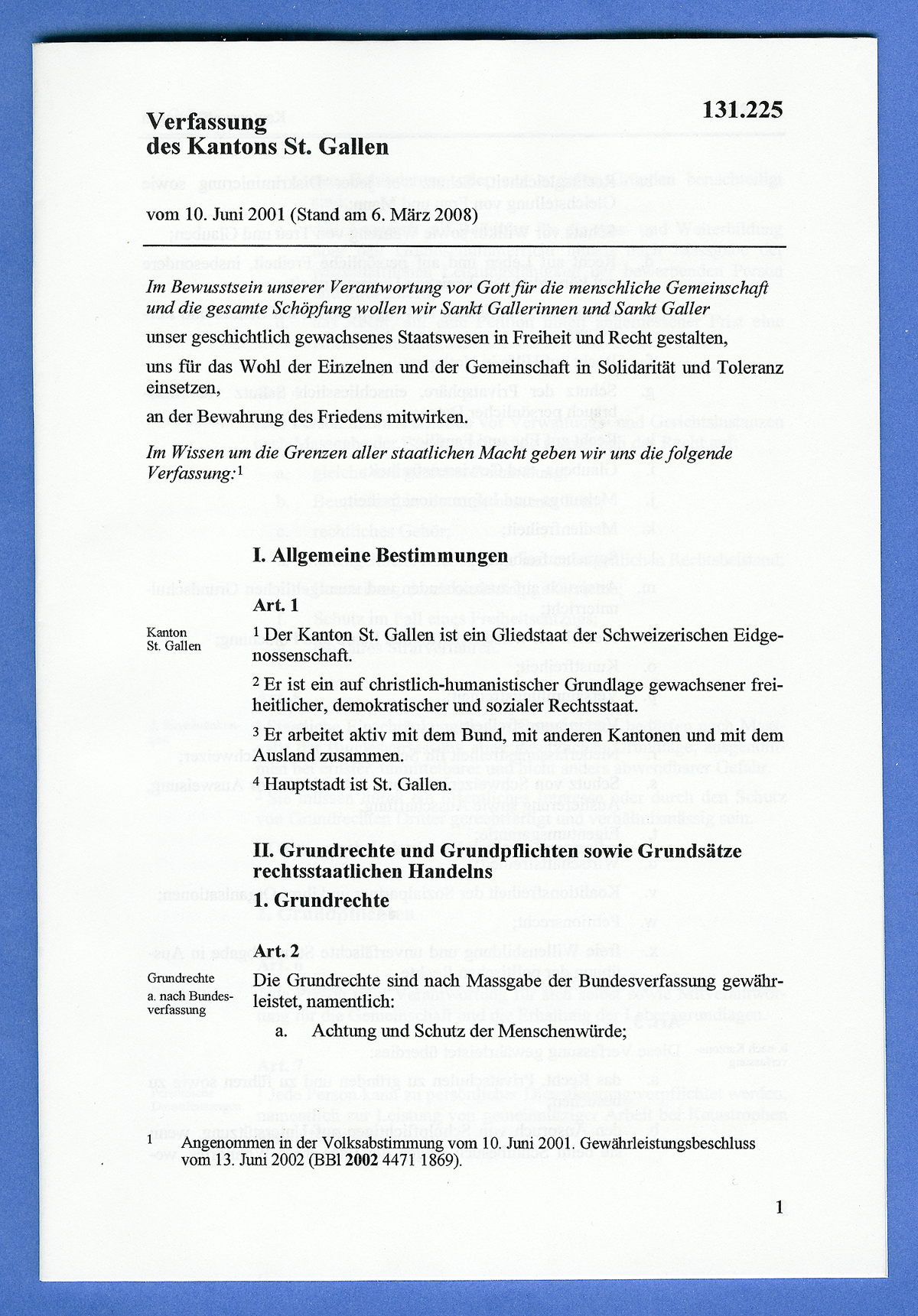
První strana ústavy kantonu

Současná ústava kantonu St. Gallen je z 10. června 2001 (s pozdějšími změnami).

### Parlament
Zákonodárným orgánem je Kantonální rada (Kantonsrat), která má 120 členů a je volena občany na základě poměrného zastoupení na pevně stanovené čtyřleté funkční období.
Lidé s volebním právem se také přímo podílejí na tvorbě zákonů prostřednictvím referend, tj. povinného referenda o změnách ústavy, nepovinného referenda o změnách zákonů a lidových iniciativ týkajících se přijetí ústavních nebo zákonných ustanovení. Hlasování o zákonu mohou požadovat 4 000 voličů, k návrhu zákona je třeba podpory 6 000 voličů a k návrhu změny ústavy je třeba 8 000 voličů. 4 000 voličů pak může požadovat obecný legislativní akt (tzv. jednotná iniciativa). Vládní výdaje ve výši stanovené zákonem pak podléhají povinnému nebo dobrovolnému referendu.

### Vláda
Nejvyšším výkonným orgánem je vláda (Regierung), která má sedm členů s rovnými právy. Jsou voleni v lidovém hlasování na pevně stanovené čtyřleté funkční období. Předseda vlády (Regierungspräsident, do roku 2002 označovaný jako Landammann) je volen kantonální radou na základě rotačního principu na jednoleté funkční období.

### Soudnictví
Soudní pravomoc (soudnictví) vykonávají na kantonální úrovni kantonální, obchodní, správní a pojišťovací soudy.
Na regionální úrovni existují okresní soudy a pracovní soudy prvního stupně, jakož i zprostředkovatelé jako rozhodčí orgány vyššího stupně.
Kasační soud (Kassationsgericht), do té doby nejvyšší kantonální soud, byl k 1. lednu 2011 zrušen.

### Správní členění

#### Politické obce
Kanton St. Gallen jako decentralizované jednotky zná politické obce. Zvláštními obcemi jsou místní obce, školské obce a místní a místní občanské korporace, jejichž počet však rok od roku klesal a které v důsledku toho v celém kantonu již neexistují. Římskokatolické a evangelické reformované farnosti sice jsou veřejnoprávními korporacemi, ale nejsou „obcemi podle obecního práva“, nýbrž jsou organizovány podle národního církevního práva.
K 1. lednu 2023 tvořilo kanton St. Gallen 75 politických obcí a 59 účelových sdružení.

### Okresy a volební obvody

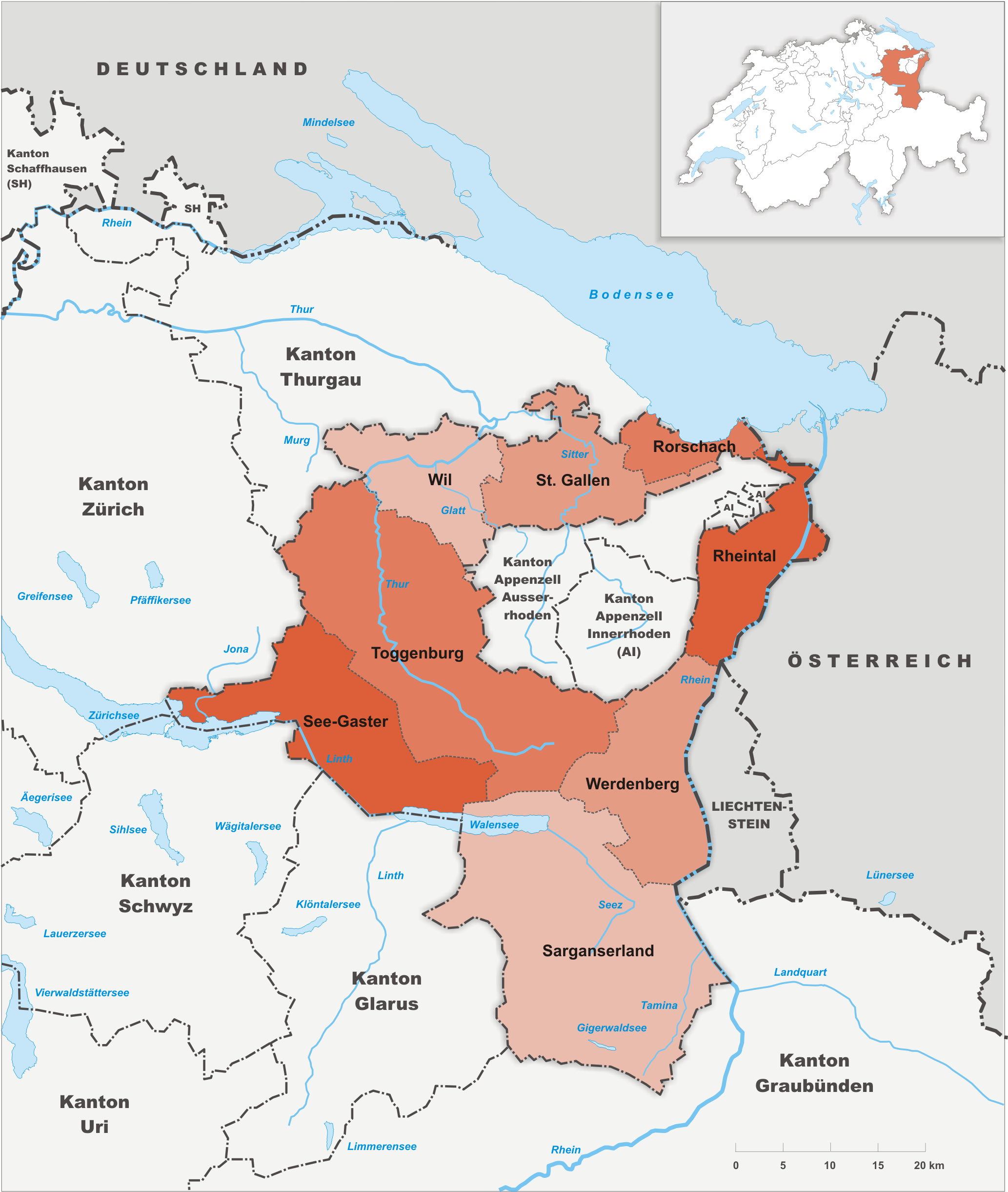
Volební obvody kantonu St. Gallen

Kanton St. Gallen znal do konce prosince 2002 rozdělení na okresy (Bezirke). V posledních letech byly úkoly bývalých okresů stále častěji přenášeny na jiné orgány; s novou kantonální ústavou byly okresy jako instituce definitivně zrušeny. Dnešní volební obvody již neplní žádné úkoly veřejné správy.
Od 1. ledna 2003 je kanton St. Gallen rozdělen na následující volební obvody, které jsou řazeny po směru hodinových ručiček:
| Volební obvod | Počet obyvatel | Rozloha (km²) |
| ------------- | -------------- | ------------- |
| St. Gallen    | 122 903        | 157,67        |
| Rorschach     | 43 928         | 50,45         |
| Rheintal      | 74 372         | 138,94        |
| Werdenberg    | 39 993         | 206,51        |
| Sarganserland | 41 490         | 517,74        |
| See-Gaster    | 68 425         | 245,86        |
| Toggenburg    | 46 954         | 488,59        |
| Wil           | 76 439         | 145,24        |

### Zastoupení na celostátní úrovni
Stejně, jako každý plnoprávný kanton, vysílá i St. Gallen dva zástupce do Státní rady a podle počtu obyvatel dvanáct zástupců do Národní rady.

## Hospodářství
V roce 2018 činil v kantonu St. Gallen hrubý domácí produkt (HDP) na obyvatele 76 219 švýcarských franků. 30. června 2021 činila míra nezaměstnanosti 2,3 %; na spolkové úrovni pak 2,8 %.
Téměř polovina celkové rozlohy kantonu je využívána jako zemědělská půda. V roce 2020 bylo 14,2 % zemědělské půdy obhospodařováno ekologicky 494 zemědělskými podniky. Přibližně do roku 1920 byl zdaleka nejdůležitějším průmyslovým odvětvím v hospodářství St. Gallenu textilní průmysl (výroba výšivek).
Zemědělská aktivita se skládá převážně z mlékárenské výroby a chovu dobytka v hornatých oblastech. V nížinách převažuje produkce vinné révy a ovoce, ale také smíšené zemědělství.
Průmyslová odvětví tohoto kantonu zahrnují výrobu optického zboží, pyrotechniky, chemikálie a farmaceutika. Nejvýznamnějším podnikem v kantonu je skupina LafargeHolcim, která vyrábí stavební materiály a sídlí v Rapperswil-Jona. Skupina se v roce 2022 umístila na 13. místě v žebříčku největších švýcarských společností. Důležitou roli v mnoha oblastech hraje turismus. Příkladem jsou lázně v Bad Ragaz a velké možnosti sportovního vyžití v zimním období.

## Doprava

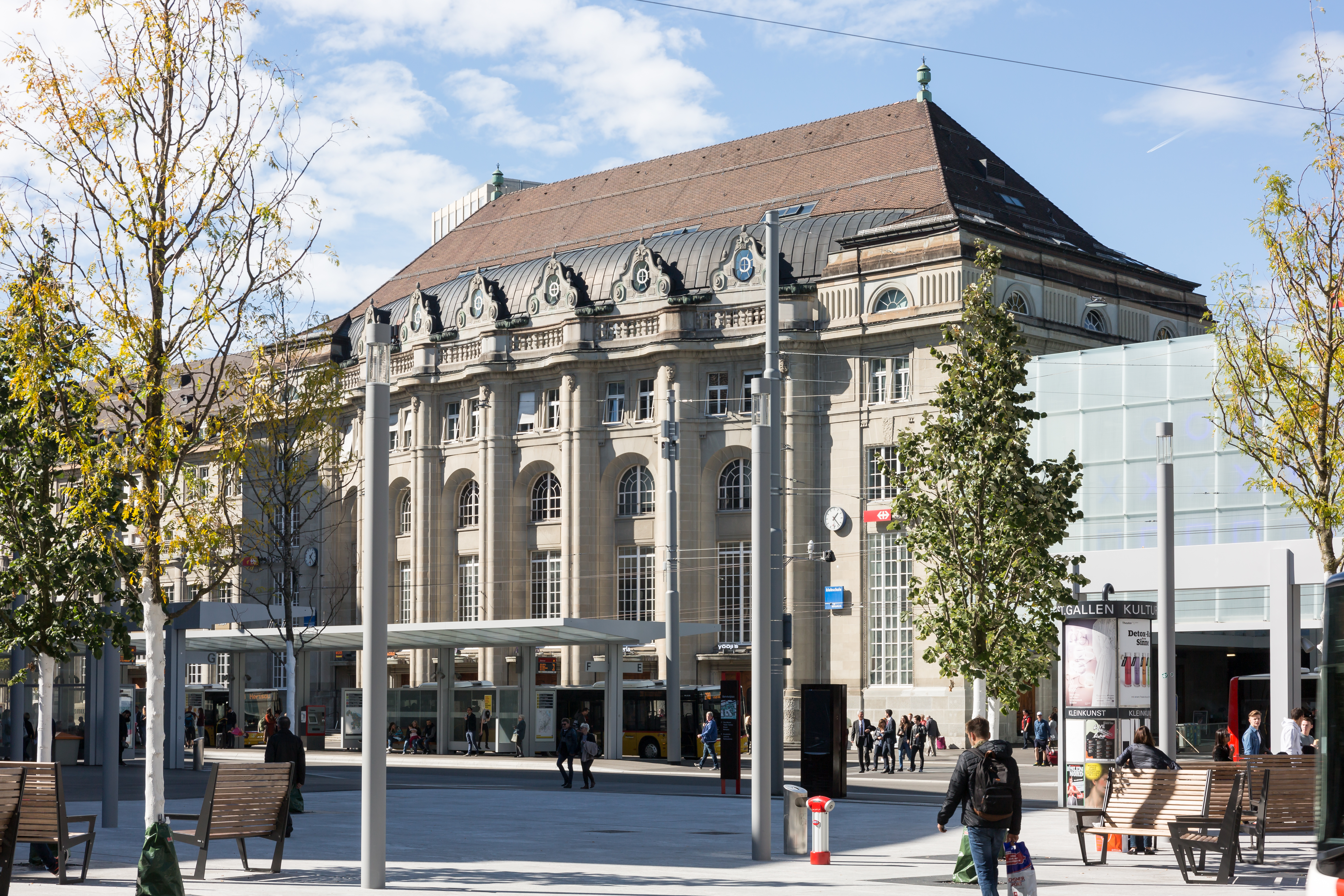
Nádraží SBB St. Gallen

### Hromadná doprava
Kantonem prochází několik dálkových tratí Švýcarských spolkových drah (SBB). Nejdůležitějším železničním uzlem kantonu je nádraží v St. Gallenu, dále pak nádraží ve Wilu, Rapperswilu, Ziegelbrücke, Sargans nebo Heerbruggu.
Páteř regionální dopravy v kantonu St. Gallen pak tvoří S-Bahn St. Gallen, kterou provozují společnosti Thurbo, Schweizerische Südostbahn a Appenzeller Bahnen. Regionální a místní dopravu zajišťují z pověření kantonu nebo obcí společnosti Postbus, VBSG, soukromé autobusové společnosti, lanovka Unterterzen-Tannenbodenalp a lodní doprava do Quintenu. Všechny veřejné železniční a autobusové společnosti působící v kantonu St. Gallen jsou členy tarifního sdružení Ostwind.
Lodní doprava probíhá na jezeře Walensee, Curyšském a Bodamském jezeře.

### Automobilová doprava
Státní silniční síť v kantonu St. Gallen zajišťuje spojení se zbytkem Švýcarska; jediným projektem, který stále nebyl realizován, je lepší spojení se sousedním Rakouskem. Kantonální silniční síť o celkové délce přibližně 675 kilometrů pokrývá potřeby kantonu a regionu. Spojení v rámci obcí nebo méně důležitá spojení mezi obcemi jsou v kompetenci politických obcí.
V roce 2021 činila míra automobilizace (počet osobních automobilů na 1000 obyvatel) 560. Kantonální stavební úřad udržuje specializovanou jednotku pro nemotorovou dopravu. Za nemotorovou dopravu (sítě pěších stezek, turistických tras a cyklostezek) však odpovídají především obce.

## Města a obce

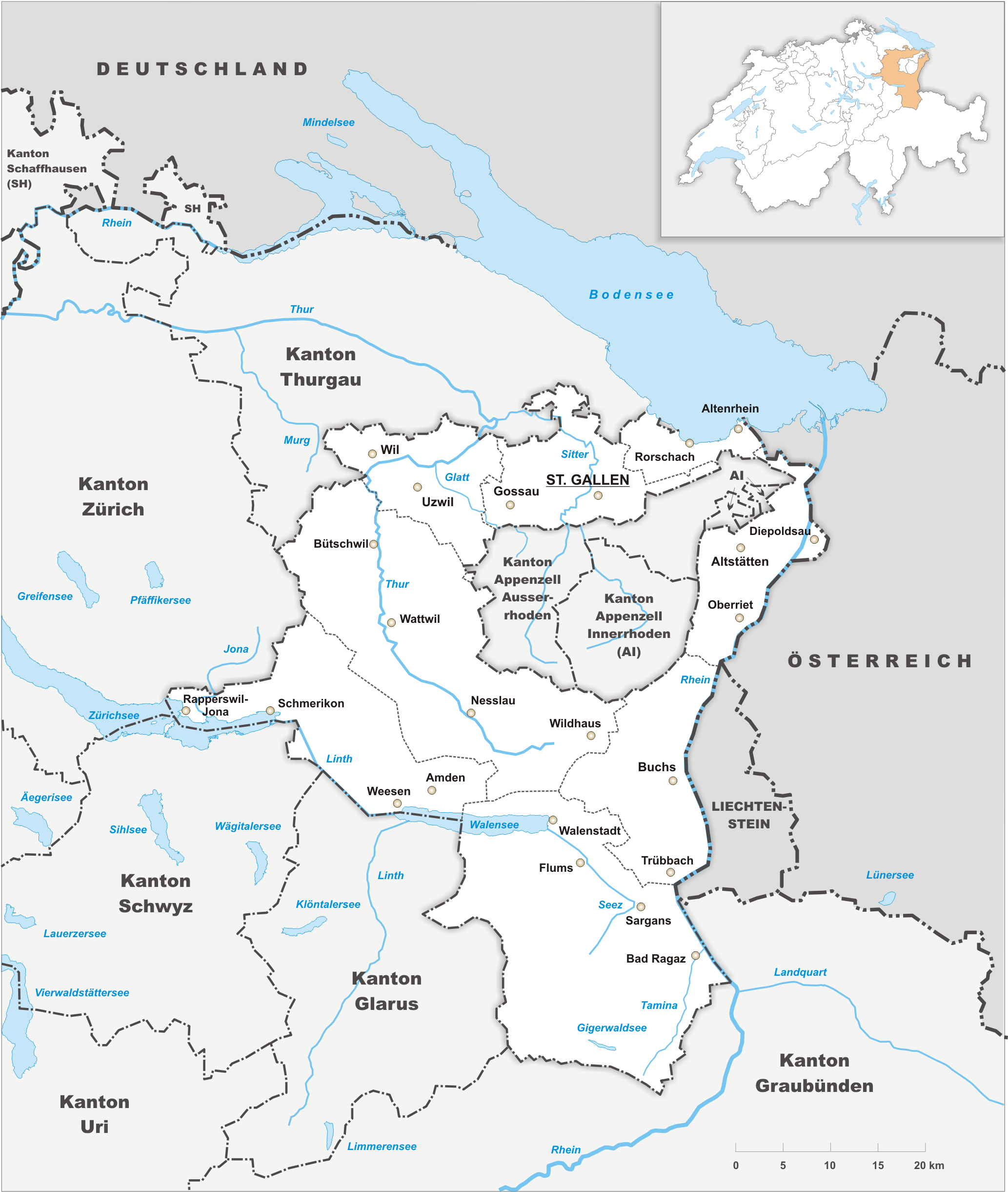
Města a obce kantonu St. Gallen

Níže jsou uvedena nejlidnatější města a obce ze 75 politických obcí nad 10 000 obyvatel k 31. prosinci 2020:
| Obec                     | Počet obyvatel |
| ------------------------ | -------------- |
| St. Gallen, hlavní město | 76 213         |
| Rapperswil-Jona          | 27 483         |
| Wil                      | 24 132         |
| Gossau                   | 17 990         |
| Uzwil                    | 13 284         |
| Buchs                    | 13 053         |
| Altstätten               | 11 938         |
| Flawil                   | 10 510         |

Další významné obce:
| Obec                    | Počet obyvatel |
| ----------------------- | -------------- |
| Rorschach               | 9646           |
| Wattwil                 | 8837           |
| Uznach                  | 6519           |
| Bad Ragaz               | 6467           |
| Sargans                 | 6213           |
| Wildhaus-Alt St. Johann | 2624           |

## Partnerské regiony
Již dlouhé roky udržuje kanton St. Gallen styky s vybranými partnerskými regiony ve střední a východní Evropě a severní Itálii:
- Liberecký kraj, Česko
- župa Bihor, Rumunsko
- (dříve) Provincie Udine, Itálie

Kanton St. Gallen je jediným švýcarským kantonem, který má partnerský region v Česku.